# Cabezones (banda)
Cabezones es una banda argentina de rock alternativo formada en Santa Fe en 1991. Sus miembros actuales al 2023 son: César Andino (voz), Eugenio Jauchen (guitarra líder), Mariano "Nano" Bernardi (bajo), Nicolás  "Nikima" Fernández (batería), Nicolás López Soto (teclados) y Ariel Pierini (guitarra).

## Historia

### Formación
La banda fue formada en Santa Fe en 1991, por los músicos César Andino (voz), Esteban Serniotti (guitarra y coros), Gustavo Martínez (bajo) y Alejandro Collados (batería). En sus comienzos, la banda estaba alineada más al Hardcore punk.
En 1997 lanzaron Hijos de una nueva tierra, publicado por el sello independiente Mentes abiertas, el cual conocieron cuando realizaron un compilado junto a otras bandas alternativas.

### AlasyEclipse (Sol)
En 1998, la banda decidió mudarse a Buenos Aires. Su nuevo álbum, Alas, producido por el ex-Soda Stereo Zeta Bosio, fue editado por Sony Music a fines de ese año. Este disco significó un cambio en su dirección musical hacia un sonido más pesado y oscuro. En 2002, Alas fue editado en México y la banda realizó una gira de diez meses por ese país. De vuelta en Argentina, Cabezones firmó un contrato con Pop Art para editar Eclipse (Sol) en 2003. A fines de ese año, Leandro Aput fue incorporado como guitarrista rítmico.

### IntrauralyJardin de Extremidad
En 2004, la banda lanzó un EP titulado Intraural, que contenía una selección de seis canciones de Eclipse (Sol) tocadas en versión acústica. 
En abril de 2005 lanzan Jardín de extremidad, con doce nuevas canciones que combinan el sonido de Alas y Eclipse (Sol). El disco fue presentado en Argentina mediante una gira que llevó el nombre de "Gira de extremidad". 
Esta gira los llevó a visitar Colombia dónde se presentaron en el mítico Festival Rock Al Parque en la ciudad de Bogotá, tocando en horario estelar para más de 60.000 personas, compartiendo cartel con bandas como Apocalyptica, Suicidal Tendencies, A.N.I.M.A.L., Desorden Público, VHS or Beta entre otros.
El 18 de febrero de 2006, la banda grabó su primer CD/DVD en vivo titulado Bienvenidos ante un teatro completamente lleno en la ciudad de Buenos Aires.

### Accidente y separación
En marzo de 2006, un grave accidente de tránsito dejó al bajista de Catupecu Machu, Gabriel Ruiz Díaz, hospitalizado por varios meses. César Andino iba como pasajero en el auto y sufrió fractura de los dos fémures, uno de ellos con fractura expuesta. Después de varios meses de rehabilitación, César Andino fue capaz de cantar con Cabezones en el estadio de Obras Sanitarias, nuevamente con entradas agotadas. Cerca de Navidad, Cabezones dio su último espectáculo con los miembros originales.
En julio de 2007, Leandro Aput, Esteban Serniotti y Gustavo Martinez dejaron la banda. El cantante, César Andino, comenzó a explorar la idea de una carrera solista, que finalmente terminó con el lanzamiento del siguiente disco de Cabezones.

### Nueva etapa
El 29 de septiembre de 2007, Cabezones tocó en el Pepsi Music. En el marco de ese festival, César Andino (voz) y Alejandro Collados (batería) presentaron a los nuevos miembros: Leonardo Licitra y Pablo Negro (guitarras) y Matías Tarragona (bajo).
En mayo de 2008 sale a la luz Solo, producido y concebido por Alejandro Collados (baterista), como un disco solista para César Andino. Sin embargo, el material fue editado como un álbum de la banda Cabezones. El primer sencillo fue Mi reina. El videoclip de esta canción contó con la participación de miembros de diferentes bandas argentinas.
Tiempo después, Andino volvió a establecerse en Santa Fe y rearmó Cabezones con músicos locales: Eugenio Jauchen (ex-Levitar) en guitarra, Marcelo Porta (ex-Levitar) en bajo y Damián Gomez en batería. Con esta formación grabaron el disco Nace entre los meses de abril y junio de 2012 en Estudio El Pote.
En 2016 lanzaron El naufragio del alma con la misma formación del álbum anterior pero con Diego Canastrelli en batería y se embarcan en el Infinito Tour que los lleva a recorrer toda la Argentina y países limítrofes durante 3 años con el ingreso en marzo de 2017 del bajista santafesino Mariano "Nano" Bernardi (ex viuda Negra, Búfalo Blanco)y Romulo Pividori  en batería quien volvería a la banda reemplazando a Javier "Mono" Farelli quien había tomado el puesto de Canastrelli luego de la grabación.
En 2021 a casi dos décadas de la edición de su primer disco  y a casi 14 años de su mítico show en Obras, regresan con nuevo lanzamiento Cabezones 20 años, que compila los mejores temas de toda la carrera de la banda y que cuenta con remezcla general y versiones inéditas de Globo con Marcelo Corvalán (ex A.N.I.M.A.L. y Carajo) e Irte (ambas con remastering de Eduardo Bergallo) y Osko y Rha Cariola (Santos Inocentes) en la producción general en Estudios Monasterio.
El 2022 comienza con una presentación en Santa Fe y la invitación para el clásico festival internacional Quilmes Rock 2022 en Buenos Aires, el 1 de mayo compartiendo el día 2 con Divididos, Catupecu Machu, Massacre, Richard Coleman, entre otros. 
La banda se presentó el día 2 con un show emotivo  contundente e inolvidable con un recinto colmado de fanáticos y con la presencia  de Marcelo Corvalán en escenario y backstage como invitado especial interpretando junto a César dos canciones.

## Discografía

### Álbumes de estudio
| Año  | Álbum                                                                |
| ---- | -------------------------------------------------------------------- |
| 1992 | Punk - Lanzamiento: 1992 - Sello: Independiente                      |
| 1995 | Electroshock - Lanzamiento: 1995 - Sello: Independiente              |
| 1995 | Un grito más - Lanzamiento: 1995 - Sello: Independiente              |
| 1997 | Hijos de una nueva tierra - Lanzamiento: 1997 - Sello: Independiente |
| 2000 | Alas - Lanzamiento: 2000 - Sello: Sony Music                         |
| 2003 | Eclipse (sol) - Lanzamiento: 2003 - Sello: Sony Music                |
| 2004 | Intraural - Lanzamiento: 2004 - Sello: Pop Art                       |
| 2005 | Jardín de extremidad - Lanzamiento: 2005 - Sello: Pop Art            |
| 2008 | Solo - Lanzamiento: 2008 - Sello: Pop Art                            |
| 2010 | Germinal / Espera - Lanzamiento: 2010 - Sello: Pop Art               |
| 2012 | Nace - Lanzamiento: 2012 - Sello: Pop Art                            |
| 2016 | El naufragio del alma - Lanzamiento: 2016 - Sello: Barca Records     |
| 2021 | Cabezones 20 años - Lanzamiento: 2021 - Sello: Sony Pop Art          |

### DVD
| Año  | Álbum                                                  |
| ---- | ------------------------------------------------------ |
| 2006 | Bienvenidos - Lanzamiento: 2006 - Sello: Independiente |

## Miembros

### Última formación
- César Andino - voz (1994-presente)
- Eugenio Jauchen - guitarra (2011-presente)
- Nicolás Fernández - batería
- Nano Bernardi - bajo y coros (2017-presente)
- Ariel Pierini - guitarra
- Nicolás López Soto - teclados y coros

### Miembros pasados
- Andrés Leduc - batería (1994-?)
- Esteban Pichu Serniotti - guitarra, coros, pianos y programaciones (1994-2007)
- Gustavo Martínez - bajo (1994-2007)
- Leandro Aput - segunda guitarra (2003-2007)
- Pablo Cattanea - teclados (2003-?)
- Leonardo Licitra - guitarra y coros (2007-?)
- Pablo "Pollo" Negro - segunda guitarra (2007-?)
- Matías Tarragona - bajo (2007-?)
- Iván Depetris 2008 (luego la Rogelio)
- Juan Pedro Ramljak - Guitarra (2009 - 2012)
- Alejandro Collados - batería y percusión (?-2011)
- Marcelo Porta - bajo (2011-?)
- Damián Gómez - batería (2011-?)
- Martín Pirola - bajo (2012-?)
- Diego Canastrelli - batería (2014-?)
- Pablo Vigon - guitarra (?-?)
- Manuel Sibona - batería (?-?)
- Nataniel Soria - bajo (?-?)
- Agustín Ramo - guitarra (?-?)
- Pablo Pochettino - guitarra y coros